# Aulacodes aureolalis
Aulacodes aureolalis là một loài bướm đêm trong họ Crambidae.